# Ferrari 625 F1
O  Ferrari 625 F1 foi o modelo da Scuderia Ferrari utilizado nas temporadas de 1954 e 1955. Estritamente derivado do 500 F2, juntou-se ao 553 F1 em 1954 e substituído pelo 555 F1 em 1955. Foi guiado por Alberto Ascari, Eugenio Castellotti, Giuseppe Farina, Olivier Gendebien, José Froilán González, Mike Hawthorn, Umberto Maglioli, Robert Manzon, Piero Taruffi e Maurice Trintignant.